# Боаме
Боаме (фр. Boismé) насеље је и општина у западној Француској у региону Поату-Шарант, у департману Де Севр која припада префектури Бресир.
По подацима из 2011. године у општини је живело 1156 становника, а густина насељености је износила 30,58 становника/km². Општина се простире на површини од 37,8 km². Налази се на средњој надморској висини од 166 метара (максималној 227 m, а минималној 127 m).

## Демографија
| 1962. | 1968. | 1975. | 1982. | 1990. | 1999. | 2011. |
| ----- | ----- | ----- | ----- | ----- | ----- | ----- |
| 1.035 | 1.151 | 1.014 | 1.057 | 1.079 | 1.077 | 1.156 |

График промене броја становника у току последњих година